# Усадьба Закревского-Савина
Уса́дьба Закре́вского — Са́вина — памятник архитектуры, расположенный в городе Москве на Спартаковской улице, 3. Объект культурного наследия федерального значения.

## История
Усадьба старинного дворянского рода Савиных известна с 1751 года. Здание главного дома и боковые флигели возведены в XVIII веке в стиле классицизма. Владельцем участка, на месте которого расположена постройка, был Г. Н. Савин, c 1817 года П. Г. Савин. Вероятно, пожар 1812 года усадьба пережила без потерь. В середине XIX века хозяином здания был военный и государственный деятель, генерал-губернатор Финляндии (1823—1831), министр внутренних дел (1828—1831), московский генерал-губернатор (1848—1859) А. А. Закревский. При нём усадьба сдавалась в аренду. Следующим владельцем был инженер-механик и общественный деятель Н. П. Зимин, супруга которого владела усадьбой вплоть до Октябрьской революции. Вопреки неоднократной смене владельцев, во фронтоне центрального портика сохранился герб Савиных.
В 1980 году правительство города Москвы по просьбе академиков Г. А. Николаева и Е. П. Велихова выделило архитектурное сооружение площадью 1500 квадратных метров для Научно-учебного центра лазерной технологии. Уже в ноябре следующего года здесь была открыта кафедра Московского государственного технического университета имени Н. Э. Баумана «Оборудование и технология лазерной обработки». Какое-то время в стенах усадьбы размещалась лаборатория газовых лазеров с диффузионным охлаждением, группа автоматизации и библиотека НИЦТЛ.
В 80-х годах прошлого века была выдвинута идея о переносе здания вглубь улицы, но замысел так и не был осуществлён.
С 1996 года усадьба Закревского — Савина считается нежилой. В 2002 году на праве хозяйственного ведения здания усадьбы были закреплены за ФГУП "НПО "Астрофизика". Флигели, находящиеся с обеих сторон от главного дома, крайне нуждаются в реставрации. Некоторое время в одном из флигелей (строение 3) располагался театр документальной пьесы «Театр.doc». О том, как проходили поиски помещения, сообщила директор театра:
Искать новое здание было тяжело: нам нужно помещение с высокими потолками, в каком-нибудь популярном городском месте, но не в жилом доме. 
С середины октября мы успели посмотреть всё, от трущоб до дворцов, но ничего не подходило. Однако зрители нас поддерживали, постоянно присылали нам варианты, через них мы и нашли усадьбу на Спартаковской улице.
Силами театра (без надлежащего контроля) произведено «приспособление» флигеля к новой функции; в начале 2015 года договор субаренды был расторгнут. Сейчас в обоих флигелях располагаются арендаторы, а главный дом пустует. Фасады всех строений находятся в неудовлетворительном состоянии, местами выбиты стекла, вода с тротуара затекает в подвалы главного дома. В апреле 2017 г. Мосгорнаследие утвердило охранное обязательство собственника или иного законного владельца объекта культурного наследия федерального значения "Усадьба, XVIII-XIX вв." по адресу: г. Москва, ул. Спартаковская, д. 3, стр. 1, 2, 3". По данным ЕГРН, с конца октября 2017 года собственник  усадьбы - ООО БайкалИнвест, г. С.-Петербург.
В 2020 году началась реконструкция центрального здания усадьбы под современное использование. На первом этаже здания планируется открытие ресторана, а в цоколе строится первая городская московская винодельня Urban Winery. Открытие запланировано на 2025 год.